# Anopheles cruzii
Anopheles cruzii é uma espécie de mosquito que transmite o protozoário Plasmodium, causador da malária. Pertence ao gênero Anopheles e ao subgênero Kerteszia.

## Ecologia
É encontrado na Mata Atlântica. Já foi coletado nos estados brasileiros do Paraná e São Paulo.
An. cruzii tem relação próxima com plantas da família Bromeliaceae, que serve de local quase exclusivo para postura de seus ovos, usando a água parada no centro da planta para desenvolver suas larvas.
Se alimenta principalmente de macacos bugios, que vivem em árvores. Podem voar das copas árboreas ao solo e vice-versa em busca de seus hospedeiros. Embora seu habitat seja a floresta, pode invadir domicílios humanos em busca de se alimentar de sangue.
Um estudo em Morretes, no Paraná, usando armadilhas luminosas durante 12 meses obteve mais indivíduos nos meses de março, abril e maio, e apesar da diminuição no inverno, permanece ativo durante o ano inteiro. Dentre 1.408 mosquitos coletados, mais de 40% pertenciam a espécie An. cruzii. É mais ativo nas primeiras horas da noite, tendo sido coletado principalmente entre 18h e 20h.

## Epidemiologia
É o principal transmissor de malária para humanos e símios fora da Amazônia.
Um estudo com indivíduos coletados no município de São Paulo indicam que essa população passa por microevolução, que se manifesta no formato de sua asa, e está correlacionado com a urbanização e ocupação humana. A fragmentação da Mata Atlântica, causada por mudanças antropogênicas, também tem influenciado a genética e o comportamento desta espécie, favorecendo o contato com seres humanos e facilitando a transmissão de malária.